# Jean V de Constantinople
Jean V (en grec : Ιωάννης Ε΄) est patriarche de Constantinople de 669 à 675.

## Biographie
Jean V exerce son patriarcat de novembre 669 à août 675.
Saint de l'Église orthodoxe, il est fêté le 18 août.